# Gästrikland
Gästrikland o Gestricia és una de les províncies més importants i històriques de Suècia.

## Geografia
Limita amb Uppland, Västmanland, Dalarna, Hälsingland i el Golf de Bothnia. Gästrikland pertany a la mancomunitat de Norrland, plena de boscos, llacs i muntanyes. Abans de 1900 era coneguda pel seu nom llatí, Gestricia i després passà a denominar-se Gästrikland, en suec.
La província o comtat de Gästrikland està unida des de 1772 a la Casa Reial de Suècia, essent l'actual titular, la princesa Magdalena de Suècia.
La província té una àrea de 4.200 km² i una població de més de 145.000 habitants (144.154 hab en 2004). Els animals que representen la província són el ren i el gall fer comú. La seva flor representativa és el muguet.
Gästrikland està dividida en subdivisions o municipis principals:
Gävle (la capital), Sandviken, Hofors, Ockelbo, i darrerament també amb Älvkarleby, sobretot pel turisme que aporta i que ha crescut en els darrers anys. També cal anomenar el Färnebofjärden, un dels parcs nacionals més importants del país, que es troba entre el comtat d'Uppsala i el Comtat de Gävle (o Gävleborg), també limita amb Svealand i Norrland. Passa per la zona el riu Dalälven.
Durant l'època medieval, Gästrikland (província del sud-est) va pertànyer a Svealand. La zona ha estat de sempre un lloc favorit per als rens, ja que a part d'una bona comuna que són controlats per les autoritats competents.

## Fills il·lustres
- Joel Berglund (1903-1989), cantant d'òpera (baríton).

## Economia
L'economia principal de la província està unida a les mines, a la pesca, al comerç i al ferro metal·lúrgic. El turisme és un del recursos més importants, vinculada a la zona des del segle xx.